# Xenocylapidius
Xenocylapidius is een geslacht van wantsen uit de familie van de Miridae (Blindwantsen). Het geslacht werd voor het eerst wetenschappelijk beschreven door Gorczyca in 1997.

## Soorten
Het genus bevat de volgende soorten:

- Xenocylapidius acutipennis Wolski & Gorczyca, 2014
- Xenocylapidius ater Wolski & Gorczyca, 2014
- Xenocylapidius australis Gorczyca, 1999
- Xenocylapidius bimaculatus Wolski & Gorczyca, 2014
- Xenocylapidius bioculatus (Girault, 1934)
- Xenocylapidius gemellus Wolski & Gorczyca, 2014
- Xenocylapidius gressitti Gorczyca, 1999
- Xenocylapidius rolandi Wolski & Gorczyca, 2014
- Xenocylapidius tamasi Gorczyca, 1997